# Johannes Pertcheval

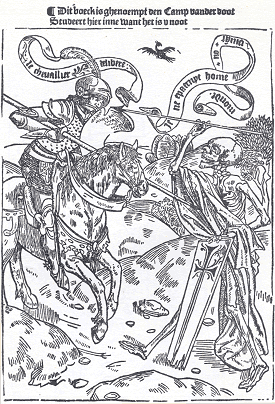
Illustratie op de titelpagina van Den Camp vander Doot van Johannes Pertcheval

Johannes Steemaer alias Pertcheval (Brussel, ca. 1450 - 1523) was de prins van de Brusselse rederijkerskamer 'De Lelie' die half september 1507 met 'De Violette' fuseerde tot 't Mariacranske.

## Biografie
De precieze geboortedatum van Jan Pertcheval is onbekend. Aangezien hij 14 kinderen had, wordt zijn geboortedatum tussen 1450 en 1460 gesitueerd. Zijn vrouw heette Marie van Ophem en van hun 14 kinderen zouden er slechts 7 in leven gebleven zijn.
In het artistieke en literaire milieu in Brussel was Pertcheval een niet te onderschatten figuur. In 1493 vertaalde hij Le chevalier délibéré van de Bourgondische hofdichter Olivier de La Marche.. 
Pertcheval was tevens prins van de rederijkerskamer 'De Lelie' waar Jan Smeken factor was. In 1499 wordt hij genoemd als een van de oprichters van de daaraan gelieerde Brusselse broederschap van Onze-Lieve-Vrouw van de Zeven Weeën. Uit jaarrekeningen van 1499 tot 1516 van de Brusselse afdeling van de broederschap van de Zeven Weeën blijkt dat Pertcheval van 1499 tot 1506 actief was als proost (of kapelmeester) van de Brusselse broederschap.
In een bredere geschiedenis van de devotie tot Onze-Lieve-Vrouw van de Zeven Weeën in de Lage Landen, geschreven in 1519 door de geleerde Jan Van Coudeberge, wordt Pertcheval, samen met Jan Smeken, genoemd als auteur van een verloren toneelcyclus over de Zeven Weeën. Ook met Jan Smeken werkte hij vaak samen om het vermakelijkheidsleven in Brussel te organiseren, om versieringen te ontwerpen en bekroningen voor te stellen; bij vorstelijke inhuldigingen te Brussel stelde hij verzen op in het Frans en het Nederlands welke verloren zijn gegaan.
Bovendien werd hij, net zoals andere rederijkers, door de stadsregering onder andere naar Mechelen en andere grote steden gestuurd om er na te gaan hoe daar een vorstelijke inhuldiging ingericht werd; zo is hij ook met Jan van den Dale en Jan Smeken naar Brugge afgereisd. De drie Jans blijken daar zelfs erelid van het plaatselijke schuttersgilde te zijn geweest.
Uit de stadsrekeningen van Brussel weten we dat Pertcheval allerlei artistieke opdrachten voor de stad Brussel uitvoerde.
Naast een artistiek figuur was Pertcheval ook een geleerd man. Dit blijkt heel duidelijk uit het rekwest dat zijn kinderen in het najaar van 1523, drie maanden na zijn dood, richtten aan keizer Karel V. Daarin schrijven zij dat hun overleden vader "altijts geweest heeft een man van eeren ende geleert man zoe in medecijnen, apoticarien, cirurgien, astronomyen als anderen scientien".
Uit diezelfde getuigenis bleek ook dat hij bij zijn door enkele schulden achterliet.achterliet: ‘wijlen Jan Perceval alias Steenmare ... achterlatende ... eenige schulden dewelcke hij sculdich was diversschen persoenen.’ Deze konden niet vereffend worden ‘alvoeren de goeden achtergelaten bij den voirn. wijlen Jan hueren vadere vercocht waeren...’
Door de verwijzing naar zijn kennis over de wetenschappen, kan worden aangenomen dat Pertcheval het beroep van een soort 15e- 16e-eeuwse medicijn- of geneesheer heeft uitgeoefend; verder sluit de literatuur ook niet uit dat Pertcheval eigenaar was van een apotheek, waarboven wellicht een uithangbord hing met de afbeelding van een pert (cheval) of enkele hoefijzertjes zoals op zijn blazoen, met misschien een Vlaams-Frans opschrift als: in(t)pert-cheval. Uit deze getuigenis blijkt ook dat Jan thuis was in ‘astronomien’. Het is waarschijnlijk op grond van deze kennis dat hij verzocht werd de almanak op te stellen in 1497-1498 en 1503-1504 en vermoedelijk was dit zelfs vaker zijn gewoonte.

## Den camp vander Doot
Toen Le chevalier délibéré in 1483 werd gepubliceerd was het een onmiddellijk succes. Het werd door vele mensen gelezen en gekocht.  Jan Pertcheval was een van deze mensen. Het is niet meteen duidelijk hoe hij aan een versie van het boek is gekomen, maar hij kende Olivier de La Marche persoonlijk, dus het is niet onredelijk om te denken dat zijn versie een rechtstreekse kopie is van het origineel.
De vorm van de vertaling is erg gelijkend op de vorm van de brontekst. Het markantste verschil is dat Den camp vander doot een proloog heeft en eindigt met een tafel vant a.b.c. dat geïntroduceerd wordt door een additioneel stanza. De overeenkomsten zijn echter treffender. Zo hebben beide versies evenveel stanza’s, namelijk 338, en evenveel verzen per stanza, namelijk 8. Een deel van de tekst, stanza’s 20 tot 26 zijn verloren gegaan. Men gaat er wel van uit dat ze ooit deel waren van het boek aangezien dat uit de inhoud kan worden afgeleid dat Pertcheval de tekst van de La Marche vers per vers vertaalde.
De vorm is dus erg identiek maar de inhoud is aangepast aan het lezerspubliek. Pertcheval heeft de tekst niet langer gemaakt om hem aan het lezerspubliek aan te passen, maar expliciteerde de Franse tekst in hetzelfde aantal stanza’s. Olivier de La Marche vernoemde in de vijfde stanza zijn inspiratie voor het schrijven van Le Chevalier Délibéré, namelijk het boek Le pas de la mort door Ame de Montgesoie. Dat boek was eerder grondig herwerkt door Colijn Caillieu, de eerste Brusselse stadsdichter, tot het enorm populaire Tdal sonder wederkeeren. Pertcheval ging ervan uit dat zijn lezerspubliek niet bekend was met de originele versie van de Montgesoie, dus hij verwees in zijn vertaling naar Colijn Caillieus Tdal sonder wederkeeren.

## Spelen van de Zeven Weeën
Deze spelen vormen een cyclus rond de zeven smarten van Maria. De precieze datum van publicatie is onbekend. Onderzoek opperde 1497, maar rekeningen van het Brusselse broederschap brengen 1508 naar voor als datum voor de eerste opvoering. 						
In zijn Latijnse geschiedenis van de devotie voor Onze- Lieve-Vrouw van de Zeven Weeën uit 1519 schrijft Jan van Coudenberge dat de rederijkers Jan Smeken en Johannes Pertcheval de Zeven Weeën van Onze-Lieve-Vrouw in Brussel op de planken brachten en dat daarbij ook twee duivelse personages een rol speelden, Malorum Incitator en Bonorum Impeditor. Die twee personages werden door onderzoekers ook herkend in het Spel vanden heilighen sacramente vander Nyeuwervaert dat inderdaad aan Jan Smeken wordt toegeschreven. Daar heten ze Sondich Becoren en Belet van Deughden.